# V-MAX
Le V-MAX (Véhicule Manœuvrant Expérimental) est un planeur hypersonique développé depuis début 2019 par la France. Ce projet orchestré par la ministre des Armées, Florence Parly, est le fruit d'une coopération entre ArianeGroup et l'ONERA.

## Historique
En janvier 2019, alors que les Forces armées françaises renouvellent leurs capacités d'offensives nucléaires via l'ASN4G, la ministre des Armées, Florence Parly, annonce le lancement d'un programme visant à développer un démonstrateur de planeur hypersonique.
Les vitesses hypersoniques entrainent la création d'un plasma autour du planeur et cela pose des problèmes de communication et de guidage (mais il a aussi l'avantage d'absorber les émissions radar, le rendant ainsi invisible dans ce domaine). Il faut donc s’assurer que le planeur puisse maintenir le contact avec les commandes depuis le sol. La chaleur générée par la vitesse hypersonique au contact de l'atmosphère est un autre défi à relever, nécessitant de développer des matériaux capables de résister à des températures extrêmes à coût raisonnable, comme le fait l'ONERA qui avait annoncé en 2013 avoir « réussi à développer un matériau haute température bon marché permettant de repousser la limite thermique du vol hypersonique ».
Le 10 mai 2021, la ministre des Armées annonce qu'un premier vol devrait avoir lieu fin 2021. Reporté à 2023, un premier prototype est testé le 26 juin après largage à partir d’une fusée-sonde tirée depuis le centre d’essais des Landes de la DGA, à Biscarosse vers l'Atlantique. Ce premier vol de plusieurs centaines de kilomètres mené par la DGA Essais de missiles a permis de tester le véhicule et sa manœuvrabilité dans le cadre d’une rentrée atmosphérique, suivie de manœuvres en régime hypersonique, permettant de vérifier la bonne tenue des structures et le bon fonctionnement des équipements et des expériences embarquées.
Suivra le développement du démonstrateur V-MAX2, technologiquement très proche d’un planeur opérationnel.

## Enjeux
Selon la ministre « Beaucoup de nations s’en dotent, nous disposons de toutes les compétences pour le réaliser : nous ne pouvions plus attendre… ». Tandis que les plus grandes puissances avaient déjà annoncé de tels projets (parfois presque aboutis au moment de l'annonce), la France décide de se lancer à nouveau dans la course à l'hypersonique, car un tel engin avait déjà été développé par ce pays - précurseur dans ce domaine - en 1965, mais le programme [projet VERAS - Véhicule Expérimental de Recherches Aérothermodynamiques et Structurales] en était resté au niveau d'un prototype - présenté au Salon du Bourget de 1969 - en raison du coût des matériaux, et finalement abandonné en 1971. De tels engins rendent obsolètes les systèmes antimissiles actuels du fait de leur grande vitesse et de leurs rebonds atmosphériques imprévisibles dans la phase d'approche, puis par leur capacité à réaliser des manœuvres extrêmement vives et imparables en phase terminale intra-atmosphérique lorsqu’ils sont à portée de tir des intercepteurs.